# Siganus sutor
Siganus sutor är en fiskart som först beskrevs av Valenciennes, 1835.  Siganus sutor ingår i släktet Siganus och familjen Siganidae. Inga underarter finns listade i Catalogue of Life.